# Ukraine orientale
 (septembre 2019).
Si vous disposez d'ouvrages ou d'articles de référence ou si vous connaissez des sites web de qualité traitant du thème abordé ici, merci de compléter l'article en donnant les références utiles à sa vérifiabilité et en les liant à la section « Notes et références ».

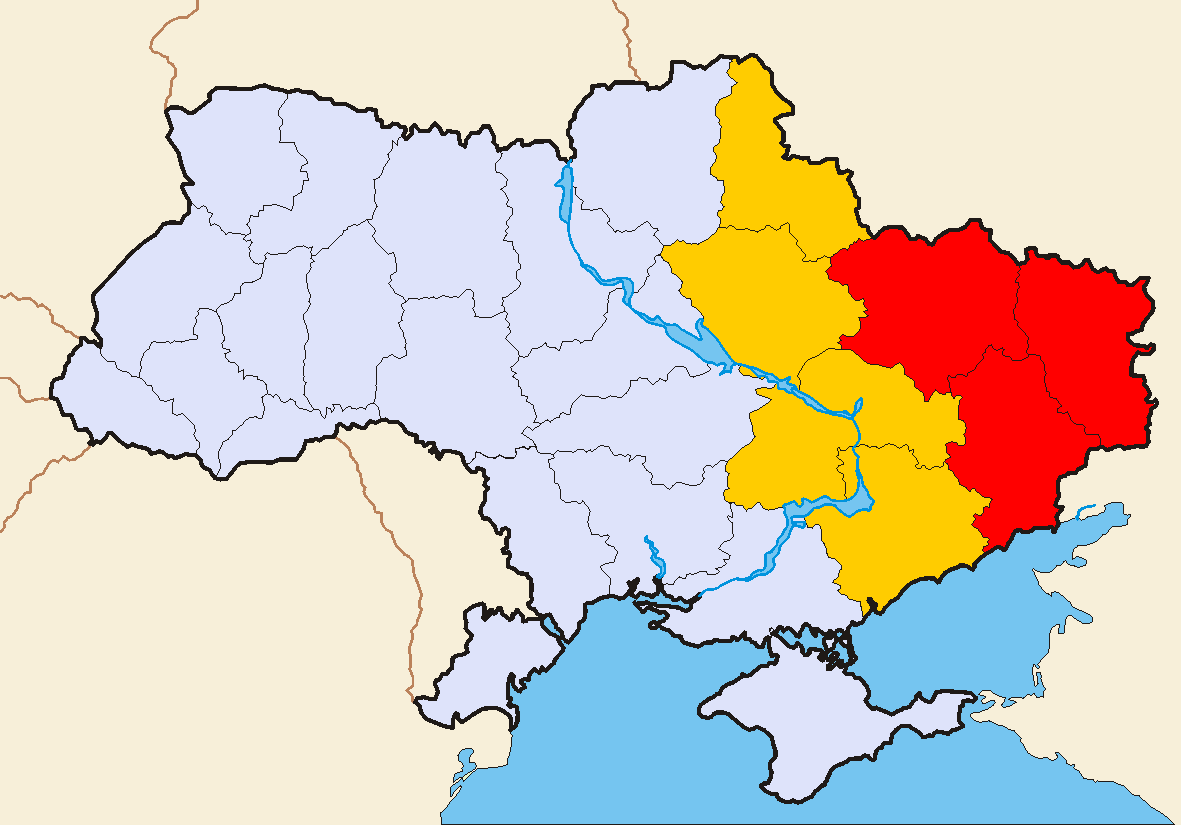
Carte des oblasts considérés comme étant de l'Ukraine orientale :
Rouge - Toujours inclus
Orange - Parfois inclus

L'Ukraine orientale (en ukrainien : Східна Україна) désigne la partie est de l'actuelle Ukraine. Elle comprend notamment le Donbass et l'oblast de Kharkiv. L'expression désigne souvent l'Ukraine industrialisée et russophile, théâtre depuis 2014 de la guerre du Donbass. 